# HNŠK Moslavina Kutina
HNŠK Moslavina hrvatski je nogometni klub iz Kutine. Trenutačno se natječu u 4. NL NS Zagreb – podskupini B.

## Povijest

### Osnutak kluba
Prvu nogometnu loptu u Kutinu donose studenti iz Zagreba, a 1919. godine grupa Kutinčana na čelu s Milanom Marcijušom, Zlatkom Golnerom, Otokarom Pavičićem i Imbrom Rechnitzerom osniva HNŠK Moslavina. Te iste 1919. godine odigrana je protiv Građanskog iz Pakraca prva službena utakmica u Kutini, na igralištu koje je uređeno na ondašnjem sajmištu na početku Kolodvorske ulice. Moslavina je povela golom Vinka Jaklića, koji je ujedno bio prvi kapetan momčadi, ali je sve završilo pobjedom gostiju 9:1. U toj prvoj utakmici za Moslavinu su nastupili: Vili Hafner st., Josip Molnar, Franjo Zilli, Ivan Gotvald, Milan Marcijuš, Dragutin Marcijuš, Vladimir Novosel, Ivan Tuđan, Vinko Jaklić, Otokar Pavičić i Martin Domini.

### Počeci
U početku je na sajmište dolazio mali broj gledatelja, koji zbog nepoznavanja pravila sa smijehom prate nastupe Moslavine, no uskoro nogomet postaje prava atrakcija. Kako službenog natjecanja još nije bilo, uglavnom su se igrali prijateljski susreti, sve dok se klub nije uključio u prvenstvo IX. župe Zagrebačkog nogometnog podsaveza. Ekonomske prilike bile su teške, no igrači se ne predaju – sami kupuju opremu i prikupljaju članarinu, a pomažu im i kutinski obrtnici i trgovci. Utakmice se u to vrijeme igraju u Kolodvorskoj ulici na mjestu današnjeg hotela Kutina (na zemljištu obitelji Hafner). 1939. HNŠK Moslavina slavi 20-godišnjicu svog djelovanja, a proslavu uveličava tada poznata momčad zagrebačkog Građanskog. Kutinčani su i taj susret uvjerljivo izgubili 1:9, ali stari ljubitelji nogometa i danas pamte taj počasni zgoditak što ga je postigao Zdenko Ivančić.

### Poslijeratne godine
Po završetku rata u Kutini se formiraju dva sportska društva, Radnik i obnovljena Moslavina, koji 1946. fuzioniraju i nastupaju pod imenom Radnik-Moslavina. 1951. kutinski nogomet doživljava svoju kulminaciju, jer tada nogometaši Radnika-Moslavine postaju prvaci Zagrebačke oblasne lige i osiguravaju plasman u Hrvatsku nogometnu ligu. Te iste godine klub se plasirao među 64 najbolje momčadi u Kupu Jugoslavije. Krajem 1951. godine pokroviteljstvo nad klubom preuzima poduzeće Metan iz Kutine, pod čijim imenom klub nastupa do 1959., kada ponovno uzima svoje prvotno ime Moslavina. Zapažen uspjeh postignut je 1957., kada je izboren ulazak u Međupodsaveznu ligu Karlovac-Sisak-Bjelovar. 

### Novi stadion i novi uspjesi
Od ljeta 1964. Moslavina igra na novom igralištu. Izgrađen je današnji Gradski stadion u Kutini, koji je svečano otvoren 4. srpnja 1964. utakmicom juniorske reprezentacije Hrvatske i juniora Moslavine. Godine kvalitetnog ulaganja u infrastrukturu te igrački i stručni kadar rezultiraju ulaskom u Zagrebačku nogometnu zonu 1975. Šest godina kasnije, Moslavina osvaja prvo mjesto u novoosnovanoj Regionalnoj ligi Zagreb i ulazi u Ligu Zagrebačke regije, a isti je uspjeh ponovljen i 1988.

### Samostalna Hrvatska
Nakon stjecanja nezavisnosti i nove reforme sustava, Moslavina se 1992. natječe u Trećoj HNL (zagrebačka regija) i odmah prve sezone osvaja vrlo dobro peto mjesto. Sezone 1996./97. Moslavina se prvi put natječe u Drugoj HNL (središte), a najveći uspjeh u povijesti kluba ostvaren je 2006., kad su Kutinčani suvereno osvojili Treću HNL (središte) i kroz dodatne kvalifikacije izborili nastup u jedinstvenoj Drugoj HNL.

### Druga HNL
Nakon solidne prve sezone, u kojoj je bez većih poteškoća zadržan drugoligaški status, drugu će sezonu obilježiti, kasnije će pokazati, najbolji plasman Moslavine u Drugoj HNL (9. mjesto), ali i sjajni golgeterski učinak Marijana Marune, koji s 19 golova iz 23 susreta postaje najboljim strijelcem natjecanja. Iduće dvije sezone Moslavci završavaju na pretposljednjem mjestu drugoligaške ljestvice, no 2010. ne uspijevaju sačuvati status te zajedno s velikim rivalom Segestom sele u niži rang.

### Pad u Četvrtu HNL
Usprkos najavama o brzom povratku u drugoligaško društvo, katastrofalno odigrana sezona, u kojoj su prvi bodovi izboreni tek u 9. kolu, gurnula je Moslavinu još stepenicu niže, u Četvrtu HNL (Središte B). Sezonu 2011./12. momčad je počela bez dugogodišnjeg kapetana Danka Cerovečkog, koji je nakon odrađene probe potpisao jednogodišnji ugovor s NK Varaždinom. Kraj sezone Moslavina je dočekala na razočaravajućem 7. mjestu, što se pokazalo nedovoljnim za povratak u reformiranu Treću HNL. Novu priliku za proboj u viši rang Moslavci će tražiti kroz nastupe u novoosnovanoj Premijer ligi Sisačko-moslavačke županije.

## Stadion
Gradski stadion u Kutini ima kapacitet za 2000 gledatelja. Od toga je 400 sjedećih mjesta na zapadnoj tribini i 600 sjedećih mjesta na istočnoj. Ostalih 900 su stajaća mjesta.

## Navijači
Navijačka skupina Gerila osnovana je 10. kolovoza 2000. godine.

## Prošle sezone
| Sezona    | Liga                                      | Broj momčadi | Mjesto | Sus. | Pob. | Neo. | Por. | Po.p. | Pr.p. | Bod. | Kup      | Najbolji strijelac               | Br. golova |
| --------- | ----------------------------------------- | ------------ | ------ | ---- | ---- | ---- | ---- | ----- | ----- | ---- | -------- | -------------------------------- | ---------- |
| 2003./04. | 3. HNL – Središte                         | 16           | 9.     | 30   | 8    | 14   | 8    | 41    | 38    | 38   | pretkolo |                                  |            |
| 2004./05. | 3. HNL – Središte                         | 17           | 5.     | 32   | 16   | 5    | 11   | 61    | 52    | 53   | pretkolo |                                  |            |
| 2005./06. | 3. HNL – Središte                         | 16           | 1. ↑   | 30   | 19   | 7    | 4    | 64    | 22    | 64   | 1/16     | Robert Mesić i Marin Mihovilović | 13         |
| 2006./07. | 2. HNL                                    | 16           | 13.    | 30   | 9    | 6    | 15   | 44    | 57    | 33   | petkolo  | Danko Cerovečki                  | 13         |
| 2007./08. | 2. HNL                                    | 16           | 9.     | 30   | 11   | 8    | 11   | 51    | 42    | 41   | pretkolo | Marijan Maruna                   | 19         |
| 2008./09. | 2. HNL                                    | 16           | 15.    | 30   | 7    | 7    | 16   | 33    | 51    | 28   | 1/16     | Zoran Zekić                      | 9          |
| 2009./10. | 2. HNL                                    | 14           | 13. ↓  | 26   | 6    | 6    | 14   | 25    | 44    | 24   | 1/16     | Danko Cerovečki                  | 7          |
| 2010./11. | 3. HNL – Zapad                            | 18           | 18. ↓  | 34   | 7    | 6    | 21   | 46    | 89    | 27   | 1/32     | Danko Cerovečki                  | 15         |
| 2011./12. | 4. HNL – Središte B                       | 16           | 7. ↓   | 30   | 15   | 5    | 10   | 66    | 49    | 50   | pretkolo | Dario Šimunović                  | 24         |
| 2012./13. | Premijer liga Sisačko-moslavačke županije | 15           | 2.     | 28   | 18   | 7    | 3    | 87    | 26    | 61   |          |                                  |            |
| 2013./14. | Premijer liga Sisačko-moslavačke županije | 14           | 3.     | 26   | 15   | 4    | 7    | 73    | 32    | 49   |          |                                  |            |

## Poznati igrači
| - Igor Tomašić - Zoran Zekić - Josip Čorić - Tihomir Novak - Ante Crnac |

## Vanjske poveznice
- Službena web-stranica
- Profil, HNS Semafor